# South by Southwest
South by Southwest (abreujat SXSW i col·loquialment dit South By) és un festival anual de cinema, mitjans interactius, música i cicles de conferències que té lloc en març a Austin (Texas), Estats Units. Va començar la seua activitat el 1987 i va continuar creixent cada any. El 2017 les conferències van tindre una durada de 10 dies, la pista interactiva va estar oberta cinc dies, es van fer concerts durant set dies, i les projeccions van durar nou dies.
SXSW és portat per la companyia SXSW, LLC que organitza conferències, trade shows, festivals, i altres esdeveniments. A més dels tres festivals principals South by Southwest, la companyia munta altres cicles de conferències: SXSW EDU, una conferència sobre innovació educativa, que es fa Austin, i la convenció "me" (començada el 2017), i feta a Frankfurt del Main (Alemanya) en col·laboració amb Mercedes-Benz. Altres antigues conferències muntades per l'organització SXSW eren SXSW Eco, una conferència sobre temes mediambientals que es va fer a Austin del 2011 al 2016; i una a Las Vegas dita SXSW V2V, una conferència centrada en  empreses emergents innovadores feta del 2013 al 2015.